# 蘇州美術館
苏州美术馆(英語：Suzhou Art Museum)是一座位于江苏苏州的美术馆。

## 历史
1927年由油畫家顏文樑和朱士傑建立，有“中国美术史上第一馆”之称，原址為蘇州滄浪亭邊。蘇州美術館收藏了顏文樑、朱士傑等名家的作品，如顏文樑的《廚房》、《國慶十周年》、《石湖串月》和朱士傑的《虎丘劍池》、《寒林雪霽》等。
2010年苏州美术馆新馆开幕，位于人民路2075号。馆名由中国古典文献学家启功题写。

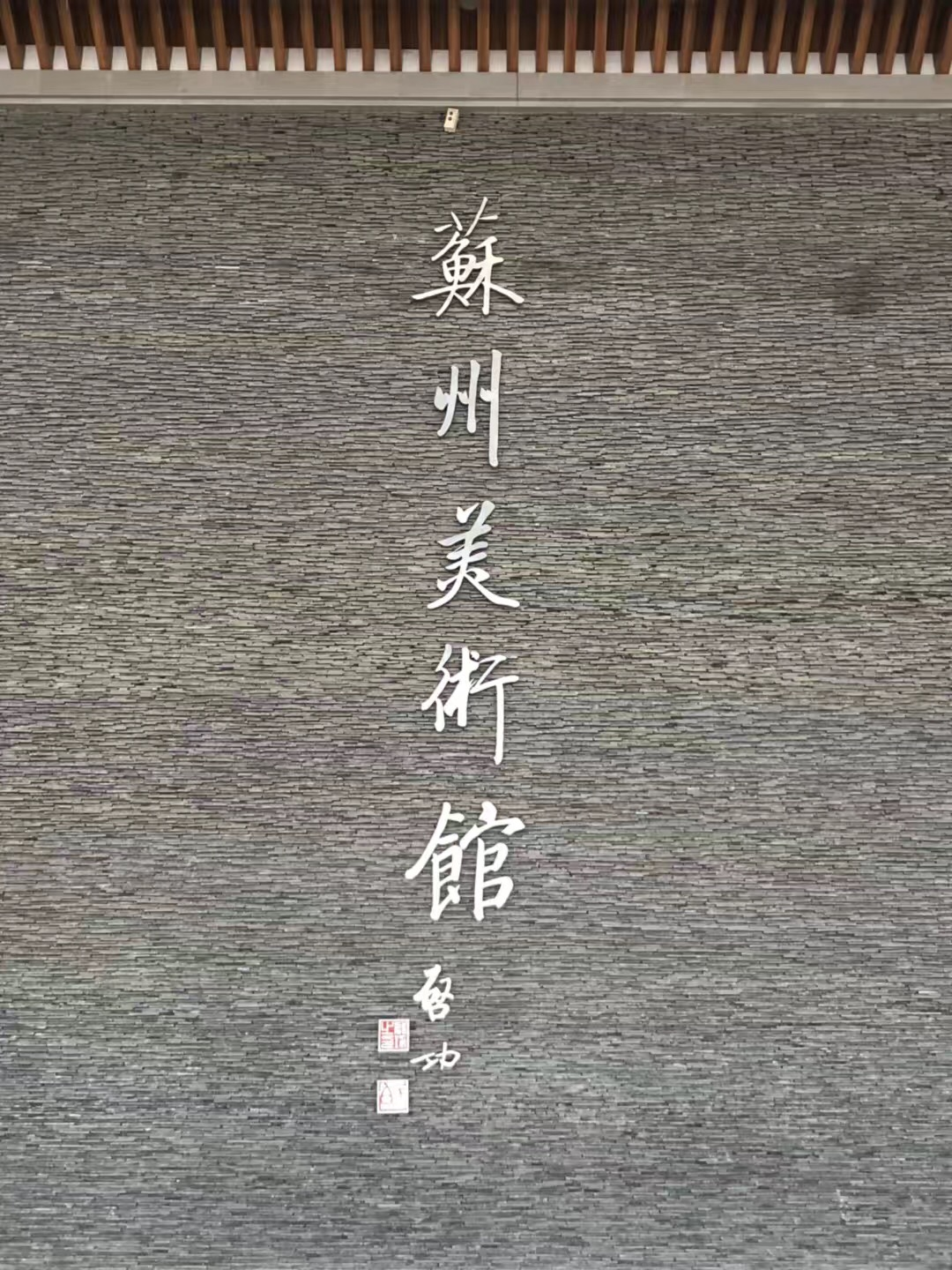
啟功為蘇州美術館題名

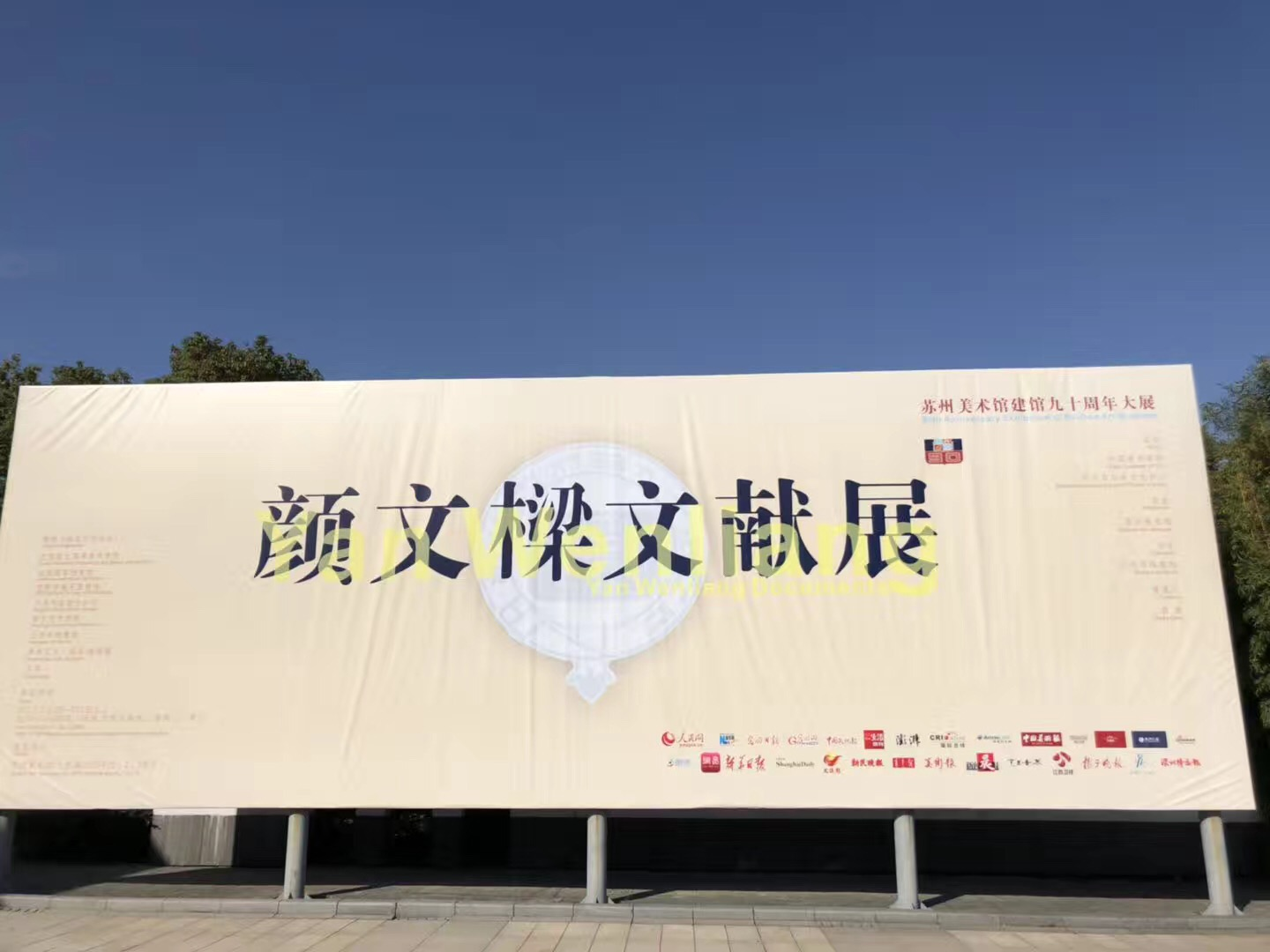
蘇州美術館建館九十週年大展《顏文樑文獻展》

## 营业时间
- 早上九点至下午五点
- 周一闭馆